# Sint-Gertrudiskerk (Piringen)
De Sint-Gertrudiskerk is een kerkgebouw in Piringen in de Belgische gemeente Tongeren-Borgloon in de provincie Limburg. De kerk is gelegen aan de Tomstraat en staat vlak bij een kruispunt in het dorp.
Het gebouw bestaat uit een voorstaande vierkante toren met daar aan vast de kruiskerk. De toren is opgetrokken in silex waarbij verschillende andere materialen zijn gebruikt, waaronder Romeins materiaal. Het heeft verder banden en hoekbanden van mergelsteen en in baksteen zijn er restauraties uitgevoerd. De toren wordt bekroond met een ingesnoerde naaldspits die gedekt is met leien. Aan ieder zijde bevinden zich rondboogvormige galmgaten, op de zuidoostzijde na. In de zuidoostzijde bevindt zich een spitsboogvenster met maaswerk. Van binnen heeft de toren een kruisribgewelf met twee kraagstenen versierd met maskerkoppen. Het schip is in baksteen opgetrokken en heeft rondboogvensters.
De kerk is de parochiekerk van het dorp en is gewijd aan Sint-Gertrudis.

## Geschiedenis
In 1819 werd de romaanse of vroeg-gotische kerk gesloopt omdat deze in de 18e eeuw bouwvallig was geworden. Ze werd vervangen door een classicistische zaalkerk. De vroeg-gotische toren uit de 13e eeuw blijf daarbij behouden.
In 1940-1941 werd de zaalkerk vervangen door de huidige kerk naar het ontwerp van Joseph Deré. Ook toen bleef de vroeg-gotische toren daarbij behouden.